# Halichoeres pictus
Halichoeres pictus là một loài cá biển thuộc chi Halichoeres trong họ Cá bàng chài. Loài này được mô tả lần đầu tiên vào năm 1860.

## Từ nguyên
Tính từ định danh pictus trong tiếng Latinh có nghĩa là "được tô vẽ", hàm ý đề cập đến sự kết hợp đa dạng màu sắc trên cơ thể loài cá này.

## Phạm vi phân bố và môi trường sống
Từ bang Florida (Hoa Kỳ), H. pictus được phân bố trải dài về phía nam đến vịnh México và khắp vùng biển Caribe. H. pictus sống gần các rạn san hô ở độ sâu khoảng 5–30 m.

## Mô tả
H. pictus có chiều dài cơ thể lớn nhất được ghi nhận là 13 cm. Cá con màu vàng cam, đầu màu xám trắng. Có một sọc nâu đen từ mõm băng qua mắt, dọc theo hai bên lườn và mờ dần đến giữa thân. Phía trên sọc đen là một sọc trắng cũng mờ dần về phía sau. Cá cái màu vàng cam ở nửa thân trên và trắng ở nửa dưới. Sọc nâu kéo dài đến cuống đuôi (sẫm đen hơn ở đoạn trên mõm). Nửa đầu trên và lưng của cá đực có màu xanh lục hoặc đỏ, chuyển dần thành màu nâu cam hoặc nâu lục ở phần sau, thân dưới màu trắng xanh. Vùng màu thân trên và dưới được chia tách bởi một sọc ngang zigzag màu xanh lơ, kết thúc bởi một đốm đen rất lớn trên cuống đuôi. Đầu cũng có nhiều vệt sọc màu xanh óng. Vây đuôi trong suốt với các vệt sọc cam và xanh. Vây lưng và vây hậu môn có màu đỏ cam.
Số gai ở vây lưng: 9; Số tia vây ở vây lưng: 11; Số gai ở vây hậu môn: 3; Số tia vây ở vây hậu môn: 12; Số tia vây ở vây ngực: 13; Số gai ở vây bụng: 1; Số tia vây ở vây bụng: 5; Số lược mang: 17–18; Số vảy đường bên: 27.

## Sinh thái học
Thức ăn của H. pictus là các loài thủy sinh không xương sống.